# David Bowie (альбом)
David Bowie — одноимённый дебютный альбом британского музыканта Дэвида Боуи, изданный в 1967 году на лейбле Deram Records. Его содержание имеет мало общего с тем типом музыки, который позже сделал Боуи знаменитым, таким как, фолк-рок из «Space Oddity», или глэм-рок из «The Rise and Fall of Ziggy Stardust and the Spiders from Mars». Редакторы New Musical Express Рой Карр и Чарльз Шаар Мюррей сказали: «Слушатели, приученные к имиджу Боуи в семидесятых годах, вероятно, найдут этот дебютный альбом шокирующим или просто странным» (англ. «a listener strictly accustomed to David Bowie in his assorted '70s guises would probably find this debut album either shocking or else simply quaint»), а музыкальный биограф Дэвид Бакли описывал его как «пластинка, равноценная безумной женщине на чердаке».

## Влияние
Среди оказавших влияние на Боуи на этом этапе его карьеры были: театральные мелодии Энтони Ньюли; выступления в стиле мюзик-холл таких артистов, как Томми Стил; некоторые песни группы «Kinks», некоторые из «сумасшедших детских стишков» Сида Барретта для ранних «Pink Floyd»; различные современные песни британских групп, таких как «The Beatles» с их «Being for the Benefit of Mr. Kite». Желание тогдашнего менеджера Боуи, Кена Питта, сделать из него «разностороннего артиста», а не «рок-звезду», также повлияло на песни в этот период и практически привело к отказу от рок-атрибутики. Боуи сказал по этому поводу, что его дебютный альбом, «казалось, имеет свои корни повсюду: в роке, водевиле и мюзик-холле. Я не знаю, был ли я Макс Миллер или Элвис Пресли».

## Стиль и темы
Альбом был полностью написан Боуи, аранжировки были сделаны Деком Фернли (англ. Dek Fearnley), ходят слухи, что он делал их руководствуясь «Книгой Наблюдателя Музыки» (англ. Observer Book of Music). «Rubber Band» была маршевой мелодией, которая использовала тубу как ведущий инструмент. «Little Bombardier» и «Maid of Bond Street» имели ритмический рисунок вальса. Композиции «Love You Till Tuesday» и «Come and Buy My Toys» были одними из немногих песен, в которых ведущим инструментом была акустическая гитара. «Join the Gang» был редким экскурсом в современную молодёжную культуру, лирика содержала едкие наблюдения давления со стороны сверстников и употребление наркотиков, в качестве одного из инструментов был использован ситар. Финальная композиция «Please Mr. Gravedigger», была «ужасным сочетанием голоса и звуковых эффектов», её описывали как «один из совершенно сумасшедших моментов поп-музыки» (англ. «one of pop’s genuinely crazy moments»).
Несмотря на несоответствие с будущими работами Боуи, некоторые комментаторы различали эмбриональные темы, затронутые в альбоме и развитые в более зрелых работах музыканта. «We Are Hungry Men» рассказывает о самозваном «мессии» чей образ будет появляться, в различных формах, в других песнях Боуи: «Cygnet Committee» (из альбома «Space Oddity»), «Saviour Machine» (из «The Man Who Sold the World») и «Oh! You Pretty Things» (из «Hunky Dory»), а также в главном герое из «The Rise and Fall of Ziggy Stardust and the Spiders from Mars». Эта песня явно содержит такие темы, как аборты, детоубийство и каннибализм. «There is a Happy Land» была первым проявлением видения Боуи темы детей, которые отдалены от своих родителей (не могут найти общий язык), тема была вновь затронута в альбомах «The Man Who Sold the World», «Hunky Dory» и «The Rise and Fall of Ziggy Stardust and the Spiders from Mars». «She’s Got Medals» — рассказ с гомосексуальным (лесбийским) подтекстом, который предшествовал «обложке с платьем» из «The Man Who Sold the World» и андрогинной сущности персонажа Зигги Стардаста.

## Синглы
Перед выпуском альбома лейбл Deram издал два сингла с тем же коллективом: «Rubber Band»/«London Boys», в декабре 1966, и «The Laughing Gnome»/«The Gospel According to Tony Day», в апреле 1967. «Rubber Band» был другой версией композиции из альбома. «London Boys» был оценен, как первый мини-шедевр Боуи, меланхоличное наблюдение за движением модов, которое было популярно в то время. «The Laughing Gnome» содержал нововведение в записи Боуи, благодаря эффекту «вокала-бурундука» (эффект очень высокого тембра голоса), этот эффект будет служить Боуи более серьёзным образом в его многих будущих песнях, включая «After All», «The Bewlay Brothers», «Fame» и «Scream Like a Baby». Перезаписанные версии песен «Love You Till Tuesday»/«Did You Ever Have a Dream» были выпущены в качестве сингла в июле 1967 года.

## Выпуск и влияние
Альбом был издан в Великобритании 1 июня 1967 года, в тот же день, что и альбом «The Beatles» «Sgt. Pepper’s Lonely Hearts Club Band», альбом вышел в моно и стерео версиях. Он был издан в США в августе 1967, без композиций «We Are Hungry Men» и «Maid of Bond Street». Альбом и синглы на тот момент не имели коммерческого успеха, что побудило Боуи не выпускать другой материал, до альбома «Space Oddity», вышедшего два года спустя. Песни из дебютного альбома и его синглы, плюс вышедшие позже работы на лейбле Deram, были изданы на многих сборниках, включая: «The World of David Bowie» (1970), «Images 1966—1967» (1973), «Another Face» (1981), «Rock Reflections» (1990), и «The Deram Anthology 1966—1968» (1997). Некоторые песни из альбома также появились в промофильме Кена Питта (англ. Ken Pitt) «Love You Till Tuesday», снятом в 1969 году, но не были изданы до 1984 года, когда их выпустили на видео с сопутствующим альбомом на компакт-диске.
Альбом был переиздан на CD, лейблом Deram в 1987 году. Буклет содержал первоначальный пресс-релиз Кена Питта и новое эссе Джона Трейси. Кроме того, диск содержал различные версии песен, например «Rubber Band» (Version 2), «When I Live My Dream» (Version 1) и «Please Mr. Gravedigger» (Version 2).
В 2010 году альбом был выпущен в подарочном издании на лейбле Universal. Он содержит моно- и стереомиксы альбома, а также стереомиксы песен, в том числе изначально не вошедших в альбом, ранее не издававшиеся песни, а также записи из первой радиосессии Боуи для BBC.

## Список композиций
Все песни написаны Дэвидом Боуи.
| №  | Название                | Длительность |
| -- | ----------------------- | ------------ |
| 1. | «Uncle Arthur»          | 2:07         |
| 2. | «Sell Me a Coat»        | 2:58         |
| 3. | «Rubber Band»           | 2:17         |
| 4. | «Love You Till Tuesday» | 3:09         |
| 5. | «There Is a Happy Land» | 3:11         |
| 6. | «We Are Hungry Men»     | 2:58         |
| 7. | «When I Live My Dream»  | 3:22         |

| №  | Название                 | Длительность |
| -- | ------------------------ | ------------ |
| 1. | «Little Bombardier»      | 3:24         |
| 2. | «Silly Boy Blue»         | 4:36         |
| 3. | «Come and Buy My Toys»   | 2:07         |
| 4. | «Join the Gang»          | 2:17         |
| 5. | «She's Got Medals»       | 2:23         |
| 6. | «Maid of Bond Street»    | 1:43         |
| 7. | «Please Mr. Gravedigger» | 2:35         |

## Список композиций (Deluxe Edition)

### Диск 1
1. «Uncle Arthur» (2.07) — Stereo Version
2. «Sell Me A Coat» (2.58) — Stereo Version
3. «Rubber Band» (2.17) — Stereo Version
4. «Love You Till Tuesday» (3.10) — Stereo Version
5. «There Is A Happy Land» (3.11) — Stereo Version
6. «We Are Hungry Men» (2.57) — Stereo Version
7. «When I Live My Dream» (3.22) — Stereo Version
8. «Little Bombardier» (3.25) — Stereo Version
9. «Silly Boy Blue» (3.51) — Stereo Version
10. «Come And Buy My Toys» (2.07) — Stereo Version
11. «Join The Gang» (2.18) — Stereo Version
12. «She’s Got Medals» (2.23) — Stereo Version
13. «Maid of Bond Street» (1.43) — Stereo Version
14. «Please Mr Gravedigger» (2.36) — Stereo Version
15. «Uncle Arthur» (2.06) — Mono Version
16. «Sell Me A Coat» (2.57) — Mono Version
17. «Rubber Band» (2.16) — Mono Version
18. «Love You Till Tuesday» (3.09) — Mono Version
19. «There Is A Happy Land» (3.14) — Mono Version
20. «We Are Hungry Men» (2.58) — Mono Version
21. «When I Live My Dream» (3.21) — Mono Version
22. «Little Bombardier» (3.23) — Mono Version
23. «Silly Boy Blue» (3.52) — Mono Version
24. «Come And Buy My Toys» (2.07) — Mono Version
25. «Join The Gang» (2.17) — Mono Version
26. «She’s Got Medals» (2.24) — Mono Version
27. «Maid of Bond Street» (1.43) — Mono Version
28. «Please Mr Gravedigger» (2.35) — Mono Version

### Диск 2
1. «Rubber Band» — Mono Single A-side (2.01)
2. «The London Boys» — Mono Single B-side (3.19)
3. «The Laughing Gnome» — Mono Single B-side (2.56)
4. «The Gospel According To Tony Day» — Mono Single B-side (2.46)
5. «Love You Till Tuesday» — Mono Single A-side (2.59)
6. «Did You Ever Have A Dream» — Mono Single B-side (2.06)
7. «When I Live My Dream» — Mono Single master (3.49)
8. «Let Me Sleep Beside You» — Mono Single master (3.24)
9. «Karma Man» — Mono Decca master (3.03)
10. «London Bye Ta-Ta» — Mono Decca master (2.36) Previously Unreleased
11. «In The Heat of the Morning» — Mono Decca master (2.44)
12. «The Laughing Gnome» — New Stereo mix (2.59) Previously Unreleased
13. «The Gospel According To Tony Day» — New Stereo mix (2.49) Previously Unreleased
14. «Did You Ever Have A Dream» — New Stereo mix (2.05) — Previously Unreleased
15. «Let Me Sleep Beside You» — Stereo single version — (3.20) Previously Unreleased
16. «Karma Man» — New Stereo version (3.03) Previously Unreleased
17. «In The Heat of the Morning» — Stereo mix (2.58)
18. «When I’m Five» (3.05)
19. «Ching-A-Ling» — Full Length Stereo mix (2.48) Previously Unreleased
20. «Sell Me A Coat» — 1969 Re-recorded version (2.58)
21. «Love You Till Tuesday» (2.56) BBC version — Previously Unreleased
22. «When I Live My Dream» (3.33) BBC version — Previously Unreleased
23. «Little Bombardier» (3.25) BBC version — Previously Unreleased
24. «Silly Boy Blue» (3.22) BBC version — Previously Unreleased
25. «In The Heat of the Morning» (4.16) BBC version — Previously Unreleased

## Участники записи

### Музыканты
- Дэвид Боуи: вокал, гитара, саксофон, аранжировка
- Derek Boyes: орган
- Dek Fearnley: бас, аранжировка
- John Eager: ударные

### Продюсеры
- Майк Вернон: продюсер
- Гас Даджен: аудиоинженер